# Danh sách cầu thủ tham dự giải vô địch bóng đá U-20 châu Đại Dương 2013
Đây là danh sách các đội hình tham dự Giải vô địch bóng đá U-20 châu Đại Dương 2013.

## Fiji
Huấn luyện viên:  Ravinesh Kumar
| 1  | TM | Tevita Koroi           | 12 tháng 4, 1994  | 3 | 0 | Cầu thủ tự do   |  |  |
| 20 | TM | Senirusi Bokini        | 2 tháng 6, 1994   | 2 | 0 | Cầu thủ tự do   |  |  |
|    |    |                        |                   |   |   |                 |  |  |
| 2  | HV | Antonio Tuivuna        | 20 tháng 3, 1995  | 3 | 0 | Cầu thủ tự do   |  |  |
| 3  | HV | Praneel Naidu          | 29 tháng 1, 1995  | 4 | 0 | Ba FC           |  |  |
| 4  | HV | Jale Dreloa            | 21 tháng 4, 1995  | 4 | 0 | Cầu thủ tự do   |  |  |
| 6  | HV | Kolinio Sivoki         | 10 tháng 3, 1995  | 3 | 0 | Rewa FC         |  |  |
| 11 | HV | Jope Masibalavu        | 21 tháng 5, 1993  | 3 | 0 | Ba FC           |  |  |
| 14 | HV | Josaia Masiwini        | 24 tháng 11, 1994 | 2 | 0 | Rewa FC         |  |  |
| 16 | HV | Sakaraia Naisua        | 9 tháng 3, 1993   | 4 | 0 | Ba FC           |  |  |
| 17 | HV | Ravinesh Dass          | 2 tháng 11, 1993  | 2 | 0 | Cầu thủ tự do   |  |  |
|    |    |                        |                   |   |   |                 |  |  |
| 7  | TV | Vineel Naidu           | 28 tháng 5, 1994  | 2 | 0 | Cầu thủ tự do   |  |  |
| 8  | TV | Setareki Hughes        | 8 tháng 6, 1995   | 2 | 0 | Rewa FC         |  |  |
| 9  | TV | Manasa Nawakula        | 6 tháng 3, 1994   | 3 | 0 | Ba FC           |  |  |
| 10 | TV | Narendra Rao           | 27 tháng 6, 1995  | 4 | 1 | Ba FC           |  |  |
| 12 | TV | Ratu Nakalevu          | 7 tháng 3, 1994   | 2 | 1 | Rewa FC         |  |  |
| 19 | TV | Temesi Tuwai           |                   | 3 | 0 | Nadi FC         |  |  |
|    |    |                        |                   |   |   |                 |  |  |
| 5  | TĐ | Rusiate Matarerega     | 17 tháng 1, 1993  | 4 | 5 | New South Wales |  |  |
| 13 | TĐ | Jone Salauneune        | 8 tháng 8, 1993   | 6 | 3 | Ba              |  |  |
| 15 | TĐ | Napolioni Qasevakatini | 17 tháng 3, 1993  | 3 | 1 | Nadi FC         |  |  |
| 18 | TĐ | Tomasi Tuicakau        | 27 tháng 6, 1993  | 2 | 0 | Nadroga F.C.    |  |  |

## Nouvelle-Calédonie
Huấn luyện viên:  Matthieu Delcroix

| Số | VT | Cầu thủ             | Ngày sinh (tuổi) | Trận | Bàn | Câu lạc bộ     |
| -- | -- | ------------------- | ---------------- | ---- | --- | -------------- |
| 1  | TM | Anthony Ajapuhnya   | 16 tháng 5, 1993 | 3    | 0   | AS Wetr        |
| 20 | TM | Emmanuel Hnasson    | 26 tháng 2, 1994 | 1    | 0   | SC Ne Drehu    |
|    |    |                     |                  |      |     |                |
| 2  | HV | Ernest Maperi       | 9 tháng 5, 1993  | 4    | 0   | CA Saint-Louis |
| 3  | HV | Matthieu Patritti   | 20 tháng 5, 1994 | 2    | 0   | FC Auteuil     |
| 4  | HV | Jean-Brice Wadriako | 15 tháng 1, 1993 | 4    | 2   | AS Magenta     |
| 5  | HV | Aquilas Wahnapo     | 25 tháng 4, 1993 | 4    | 0   | FC Auteuil     |
| 12 | HV | Albert Bouanaoue    | 10 tháng 5, 1994 | 0    | 0   | AS Grand Nord  |
| 17 | HV | Bernard Streiff     | 1 tháng 3, 1994  | 1    | 0   | OMS Paita      |
|    |    |                     |                  |      |     |                |
| 6  | TV | Fonzy Ranchain      | 22 tháng 7, 1994 | 4    | 2   | AS Lössi       |
| 7  | TV | Ben Malakai         | 8 tháng 11, 1995 | 2    | 0   | AS Mont-Dore   |
| 10 | TV | Jordy Xalite        | 24 tháng 3, 1993 | 6    | 3   | AS Magenta     |
| 13 | TV | Jean-Pierre Bob     | 29 tháng 3, 1994 | 2    | 2   | AS Mont-Dore   |
| 14 | TV | Cedric Decoire      | 15 tháng 5, 1994 | 2    | 1   | AS Mont-Dore   |
| 15 | TV | Geordy Gony         | 15 tháng 5, 1994 | 3    | 0   | FC Auteuil     |
| 18 | TV | David Wadra         | 29 tháng 7, 1994 | 3    | 1   | AS Mont-Dore   |
| 19 | TV | Louis Waia          | 13 tháng 7, 1993 | 3    | 0   | AS Mont-Dore   |
| 11 | TV | Stéphane Tein-Padom | 8 tháng 6, 1994  | 3    | 0   | LB Châteauroux |
|    |    |                     |                  |      |     |                |
| 8  | TĐ | Michel Wassin       | 4 tháng 12, 1994 | 4    | 0   | AS Lössi       |
| 9  | TĐ | Bernard Waelua      | 4 tháng 2, 1994  | 3    | 2   | FC Auteuil     |
| 16 | TĐ | Renaldo Nonmeu      | 17 tháng 8, 1994 | 4    | 1   | AS Thio Sport  |

## New Zealand
Huấn luyện viên:  Chris Milicich
| Số | Vt | Cầu thủ          | Ngày sinh (tuổi)            | Số trận | Câu lạc bộ          |
| -- | -- | ---------------- | --------------------------- | ------- | ------------------- |
| 1  | TM | Scott Basalaj    | 19 tháng 4, 1994 (18 tuổi)  |         | Team Wellington     |
| 2  | HV | Storm Roux       | 13 tháng 1, 1993 (20 tuổi)  |         | Perth Glory         |
| 3  | HV | Bill Tuiloma     | 27 tháng 3, 1995 (17 tuổi)  |         | Birkenhead United   |
| 4  | HV | Simon Arms       | 21 tháng 3, 1993 (20 tuổi)  |         | Auckland City       |
| 5  | HV | Luke Adams       | 8 tháng 5, 1994 (18 tuổi)   |         | Derby County        |
| 6  | TV | Tom Biss         | 20 tháng 1, 1993 (20 tuổi)  |         | Team Wellington     |
| 7  | TV | Cameron Howieson | 22 tháng 12, 1994 (18 tuổi) |         | Burnley             |
| 8  | TV | Jesse Edge       | 26 tháng 2, 1995 (18 tuổi)  |         | Waikato FC          |
| 9  | TĐ | Hamish Watson    | 17 tháng 4, 1993 (19 tuổi)  |         | Team Wellington     |
| 10 | TĐ | Tyler Boyd       | 30 tháng 12, 1994 (18 tuổi) |         | Wellington Phoenix  |
| 11 | TV | Louis Fenton     | 3 tháng 4, 1993 (19 tuổi)   |         | Wellington Phoenix  |
| 12 | TĐ | Rory Turner      | 19 tháng 7, 1994 (18 tuổi)  |         | Waikato FC          |
| 13 | HV | Liam Higgins     | 27 tháng 9, 1993 (19 tuổi)  |         | YoungHeart Manawatu |
| 14 | HV | Kade Schrijvers  | 18 tháng 4, 1993 (19 tuổi)  |         | YoungHeart Manawatu |
| 15 | TV | Justin Gulley    | 15 tháng 1, 1993 (20 tuổi)  |         | Team Wellington     |
| 16 | TĐ | Van Elia         | 1 tháng 7, 1993 (19 tuổi)   |         | Team Wellington     |
| 17 | TV | Ryan Thomas      | 20 tháng 12, 1994 (18 tuổi) |         | Waikato FC          |
| 18 | TV | Joel Stevens     | 7 tháng 2, 1995 (18 tuổi)   |         | Otago United        |
| 19 | TĐ | Dale Higham      | 4 tháng 1, 1993 (20 tuổi)   |         | YoungHeart Manawatu |
| 20 | TM | Max Crocombe     | 12 tháng 8, 1993 (19 tuổi)  |         | Oxford United       |

## Papua New Guinea
Huấn luyện viên:  Wesley Waiwai

| Số | VT | Cầu thủ           | Ngày sinh (tuổi)  | Trận | Bàn | Câu lạc bộ       |
| -- | -- | ----------------- | ----------------- | ---- | --- | ---------------- |
| 1  | TM | Charles Lepani    | 20 tháng 8, 1994  | 3    | 0   | FC Port Moresby  |
| 20 | TM | Ishmael Pole      | 25 tháng 1, 1993  | 0    | 0   | Hekari United    |
|    |    |                   |                   |      |     |                  |
| 6  | HV | Emmanuel Airem    | 22 tháng 11, 1994 | 3    | 1   | Besta United PNG |
| 2  | HV | John Ray          | 21 tháng 1, 1997  | 3    | 0   | Eastern Stars FC |
| 4  | HV | Ayrton Yagas      | 3 tháng 7, 1996   | 3    | 0   | FC Port Moresby  |
| 5  | HV | Otto Kusunani     | 29 tháng 7, 1993  | 2    | 0   | Besta United PNG |
| 15 | HV | Philip Steven     | 19 tháng 1, 1995  | 3    | 0   | Besta United PNG |
| 11 | HV | Sana Yatu         | 18 tháng 3, 1993  | 1    | 0   | PSSA             |
|    |    |                   |                   |      |     |                  |
| 10 | TV | Charkstan Aopi    | 22 tháng 11, 1995 | 1    | 0   | Oro FC           |
| 19 | TV | Pettyshen Elijah  | 12 tháng 7, 1993  | 2    | 0   | Oro FC           |
| 17 | TV | Jacob Sabua       | 25 tháng 8, 1994  | 5    | 0   | Besta United PNG |
| 5  | TV | Daniel Taylor     | 5 tháng 10, 1994  | 3    | 0   | Hekari United    |
| 7  | TV | Raynard Yohang    | 4 tháng 2, 1993   | 0    | 0   | Hekari United    |
| 16 | TV | Papalau Awele     | 1 tháng 2, 1995   | 3    | 1   | Besta United PNG |
| 18 | TV | Francis Patrick   | 28 tháng 12, 1993 | 1    | 0   | Besta United PNG |
| 8  | TV | Darren Steven     | 4 tháng 6, 1994   | 3    | 0   | Besta United PNG |
| 12 | TV | Philadelphia Vela | 6 tháng 4, 1993   | 0    | 0   | Hekari United    |
|    |    |                   |                   |      |     |                  |
| 9  | TĐ | Patrick Aisa      | 6 tháng 7, 1994   | 3    | 0   | Eastern Stars FC |
| 11 | TĐ | Tommy Semmy       | 30 tháng 9, 1994  | 1    | 0   | Besta United PNG |
| 14 | TĐ | Alwin Komolong    | 2 tháng 11, 1994  | 5    | 2   | FC Port Moresby  |

## Vanuatu
Huấn luyện viên:  Moise Poida

| Số | VT | Cầu thủ         | Ngày sinh (tuổi)            | Trận | Bàn | Câu lạc bộ         |
| -- | -- | --------------- | --------------------------- | ---- | --- | ------------------ |
| 1  | TM | Seiloni Iaruel  | 17 tháng 4, 1995 (17 tuổi)  | 9    | 0   | Tafea              |
| 20 | TM | Kalo Firiam     | 10 tháng 12, 1994 (18 tuổi) | 0    | 0   | Tafea              |
|    |    |                 |                             |      |     |                    |
| 14 | HV | Michel Coulon   | 3 tháng 12, 1995 (17 tuổi)  | 3    | 0   | Tupuji Imere F.C.  |
| 2  | HV | Raoul Coulon    | 3 tháng 12, 1995 (17 tuổi)  | 2    | 0   | Tupuji Imere F.C.  |
| 4  | HV | Jaysen Botleng  | 6 tháng 6, 1994 (18 tuổi)   | 4    | 0   | Tafea              |
| 6  | HV | Jais Malsarani  | 7 tháng 3, 1994 (19 tuổi)   | 4    | 0   | Tafea              |
| 3  | HV | Chanel Obed     | 3 tháng 9, 1995 (17 tuổi)   | 2    | 0   | Amicale            |
| 15 | HV | Eric Johnsam    | 19 tháng 5, 1993 (19 tuổi)  | 1    | 0   | Shepherds United   |
| 5  | HV | Kevin Shem      | 5 tháng 12, 1993 (19 tuổi)  | 9    | 2   | Tafea              |
|    |    |                 |                             |      |     |                    |
| 7  | TV | Barry Mansale   | 1 tháng 11, 1995 (17 tuổi)  | 3    | 0   | Tupuji Imere F.C.  |
| 8  | TV | Jackson Tasso   | 27 tháng 7, 1993 (19 tuổi)  | 4    | 1   | Erakor Golden Star |
| 18 | TV | Philipe Tabilip | 24 tháng 5, 1993 (19 tuổi)  | 1    | 1   | Tafea              |
| 16 | TV | Zica Manuhi     | 23 tháng 7, 1993 (19 tuổi)  | 4    | 1   | Tafea              |
| 12 | TV | Santino Mermer  | 28 tháng 5, 1995 (17 tuổi)  | 1    | 0   | Shepherds United   |
|    |    |                 |                             |      |     |                    |
| 10 | TĐ | Bill Nicolls    | 3 tháng 6, 1993 (19 tuổi)   | 4    | 0   | Tafea              |
| 13 | TĐ | Dalong Damilip  | 12 tháng 5, 1993 (19 tuổi)  | 4    | 4   | Tafea              |
| 9  | TĐ | Jean Kaltak     | 19 tháng 8, 1994 (18 tuổi)  | 9    | 9   | Erakor Golden Star |
| 17 | TĐ | Nicol Tari      | 29 tháng 11, 1994 (18 tuổi) | 2    | 1   | Tafea              |
| 19 | TĐ | Edwin Bai       | 21 tháng 12, 1995 (17 tuổi) | 1    | 0   | Uripiv FC          |
| 11 | TĐ | Ratu Hungai     | 18 tháng 10, 1993 (19 tuổi) | 2    | 0   | Tafea              |